# 김우경 (1931년)
김우경(金遇敬, 1931년 5월 10일~2022년 7월 6일)은 대한민국의 정치인이다. 제6·7대 국회의원이다. 본관은 경주(慶州).

## 학력
- 육군보병학교 졸업
- 국방대학교 행정학 학사
- 서울대학교 행정대학원 행정학 석사
- 고려대학교 경영대학원 경영학 석사

## 경력
- 육군 중령 예편(1962년)
- 동아약화학주식회사 사장
- 한국마사회 회장(이승만 정부)
- 제6대 국회의원(민주공화당, 전국구 비례대표)
- 제7대 국회의원(민주공화당, 전라남도 순천·승주 지역구)
- 민주공화당 중앙사무국 조직부 부장
- 민주공화당 전남제5지구당위원장
- 민주공화당 전남도지부위원장
- 민주공화당 탈당
- 제7대국회원내부총무
- 전국유선방송협회 이사장

## 역대 선거 결과
|  | 33.5% |

|  | 65.24% |

|  | 45.73% |

|  | 12.85% |

|  | 10.52% |